# Ферриер, Кэтлин
Кэтлин Мэри Ферриер (англ. Kathleen Mary Ferrier, 22 апреля 1912, Блекберн, Ланкашир — 8 октября 1953, Лондон) — британская певица (контральто).

## Биография
Дочь учителя музыки, была вынуждена в 14 лет оставить школу и зарабатывать деньги на жизнь небогатой семьи.
Учиться пению стала поздно, начала музыкальную карьеру в Лондоне лишь в 1942 году.
Гастролировала в Италии, Австрии, США, Кубе, Норвегии, Швеции и Нидерландах.
Умерла от рака груди.

## Творчество
В годы Второй мировой войны участвовала в любительских концертах на заводах и в воинских частях. С большим успехом пела английские народные песни. С глубоким драматизмом исполняла произведения Пёрселла, Баха («Страсти по Матфею», «Страсти по Иоанну», Месса си минор, кантаты), Глюка («Орфей и Эвридика»), Генделя («Мессия»), Шумана («Любовь и жизнь женщины»), Шуберта, Брамса, Малера («Песни об умерших детях», «Песнь о земле»), Элгара («Сон Геронтия», запись не сохранилась). Последнее выступление состоялось в феврале 1953 года на сцене лондонского театра «Ковент-Гарден».

## Творческие связи
Работала со многими выдающимися дирижёрами: Малькольмом Сарджентом, Бруно Вальтером, сэром Джоном Барбиролли, Джордже Энеску, Гербертом фон Караяном и др. Её партнерами были Элизабет Шварцкопф, Юлиус Патцак, Питер Пирс. Бенджамин Бриттен, с которым Ферриер дружила, написал в расчете на неё партии в опере «Поругание Лукреции», в духовной песне «Авраам и Исаак», в «Весенней симфонии».

## Память
В память о Ферриер с 1956 года проводится конкурс молодых оперных певцов на соискание Премии Кэтлин Ферриер.
Певица введена в Зал славы журнала Gramophone.